# Ogólnopolski Festiwal Teatrów Niezależnych
Ogólnopolski Festiwal Teatrów Niezależnych – (pot.OFTeN) – organizowany od 2000 r. przez Stowarzyszenie Artystyczno-Edukacyjne „Pracownia Teatralna” w Ostrowie Wielkopolskim festiwal teatru miejskiego.

## Festiwal
Co roku w prezentacjach konkursowych bierze udział około 20 zespołów teatralnych z całego kraju, reprezentujących nurt teatru niezależnego. Uczestnikami festiwalu są krajowe teatry niezależne, prezentujące różnorodne formy wypowiedzi: teatr dramatyczny, plastyczny, muzyczny, ruchu i tańca, lalkowy, plenerowy etc. 

## Teatry
Teatry uczestniczące w latach 2000-2013
1. Teatr 44 / Szamocin / 2000, 2007
2. Teatr from Poland / Katowice, Mysłowice, Częstochowa / 2000, 2002, 2004
3. Teatr Pod Lupą / Łódź / 2000, 2003
4. Teatr Fieter / Ozimek / 2000, 2001, 2002
5. Teatr Kreatury / Gorzów Wielkopolski / 2000, 2001, 2003, 2004, 2005, 2006, 2007, 2009, 2010, 2011, 2012
6. Teatr Kriket / Chorzów / 2000
7. Kompania Teatralna Banda Oszustów/Teatr Rondo / Słupsk / 2000, 2001, 2002, 2003, 2005, 2006, 2007, 2009, 2013
8. Teatr Zielony Wiatrak / Gdańsk / 2000, 2001, 2002, 2005, 2006
9. Teatr Bom Baż, Jelenia Góra / 2000
10. Biuro Poszukiwań Teatralnych, Poznań / 2000
11. Teatr Konsekwentnie Niekonsekwentny / Teatr Konsekwentny, Warszawa / 2000, 2008, 2012
12. Teatr Tata, Brzozów / 2001, 2002, 2006
13. Teatr Świnia, Gdańsk / 2001
14. Teatr Terminus A Quo, Nowa Sól / 2001, 2002, 2004, 2005, 2006
15. Teatr Forma, Słupsk / 2001, 2002
16. Teatr 2 Strefa, Warszawa / 2001, 2003
17. Teatr Pierwszy, Ostróda / 2001
18. Teatr Orfa, Zgierz / 2001, 2003
19. Teatr Gart, Katowice / 2001
20. Teatr Jednego Wiersza, Opole / 2002
21. Grupa Warsztatowa, Słupsk / 2002, 2003
22. Teatr Uhuru, Gryfino / 2002, 2010
23. Teatr Psychodelii Absolutnej, Kraków / 2002, 2005
24. Unia Teatr Niemożliwy, Warszawa / 2002, 2009
25. Teatr of Manhattan, Łódź / 2002
26. Teatr 36 Zł, Łódź / 2002
27. Teatr Osmoza, Kraków / 2002
28. Teatr Pigeon, Chorzów / 2002
29. Teatr Nie Teraz, Lisia Góra / 2003
30. Teatr Co?, Wągrowiec / 2003, 2007
31. Teatr Ciut Frapujący, Pińczów / 2003
32. Teatr Formy i Ruchu Ado, Kalisz / 2003
33. Teatr Mały, Krosno / 2003
34. Teatr Bronisze, Bronisze / 2003, 2005, 2006, 2007
35. Wspaniały Teatr Bez Nazwy, Gietrzwałd / 2003
36. Cieszyńskie Studio Teatralne, Cieszyn / 2003, 2004, 2013
37. Teatr Realistyczny, Skierniewice / 2003, 2004, 2005
38. Teatr Brama, Goleniów / 2003, 2009, 2010
39. Grupa Muflasz, Trójmiasto / 2003, 2004, 2005
40. Teatr Czarny, Ostrów Wielkopolski / 2004
41. Teatr Władca Lalek, Słupsk / 2004
42. Czarny Teatr Sivina II, Łomża / 2004, 2007
43. Teatr Parabuch, Warszawa / 2004
44. Teatr Eksces, Rumia / 2004
45. Piwnica Przy Krypcie, Szczecin / 2004
46. Chóry Gertrudy Stein, Łódź / 2004
47. Studio Teatralne Próby, Poznań / 2004
48. Teatr Słowa, Warszawa / 2004
49. Theatrum Desiderium, Łódź / 2004
50. Marek Sitarski, Kalisz / 2005
51. Teatr Na Murku Gorzów Wielkopolski / 2005
52. Teatr Stajnia Pegaza, Sopot / 2005, 2007, 2008, 2009
53. Teatr Rey de Mont er. Ostrów Wielkopolski / 2005, 2006, 2007, 2008
54. Teatr Nikoli, Kraków / 2005, 2006, 2008, 2011, 2012, 2013
55. Marcin Brzozowski, Łódź / 2005, 2006, 2008
56. Teatr Krzyk, Maszewo / 2006, 2007, 2010, 2011
57. Walny – Teatr, Ryglice / 2006, 2007, 2008, 2010
58. Teatr K-3, Białystok / 2006, 2009, 2010
59. Sylwia Góra, Sopot /.2006
60. Teatr Puławy-Miasto/Gdańska 4,Puławy / 2006
61. Teatr Prób, Wągrowiec / 2006, 2009
62. Studio Czyczkowy, Bydgoszcz / 2006, 2013
63. Teatr Arka, Wrocław / 2006
64. Grupa Artystyczna Ad Spectatores, Wrocław / 2006, 2007
65. Teatr S, Zbąszyń / 2007
66. Teatr Izz, Wrocław / 2007
67. Teatroterapia, Lublin / 2007
68. Teatr Delikates, Warszawa / 2007
69. Teatr Porywacze Ciał, Poznań / 2007
70. Teatr Bez Klamek, Kalisz / 2007, 2008
71. Teatr Stacja Szamocin, Szamocin / 2007, 2012
72. Biały Teatr, Olsztyn / 2008
73. Scena Poczekalnia, Opatówek, Tomaszów Mazowiecki / 2008, 2010, 2011
74. Grupa Avis, Białystok / 2008
75. Kompania Mamro, Warszawa / 2008
76. Stowarzyszenie Teatralne Badów, Badów / 2008, 2013
77. Teatr Ecce Homo, Kielce / 2007, 2008, 2010, 2011, 2012, 2013
78. Aktorzy Teatru Cricot 2 i Teatru Mist, Kraków / 2008
79. Teatr A Part, Katowice / 2008, 2009, 2010
80. Teatr Tańca Arka, Wrocław / 2009, 2013
81. Scena Prapremier In Vitro, Lublin / 2009, 2010
82. Teatr Off de Bicz, Sopot / 2009
83. Grupa Inicjatyw Teatralnych GIT, Warszawa / 2009
84. Teatr Korba, Wrocław / 2009
85. Teatr Ruchu i Pantomimy, Ostrów Wielkopolski / 2009
86. Teatryści, Bydgoszcz / 2009
87. Teatr ŚDS Odolanów   /2010
88. Grupa Artystyczna Teraz Poliż, Warszawa / 2010, 2011
89. Teatr Odnaleziony, Jelenia Góra / 2010
90. Grupa Verte, Warszawa / 2011
91. Bednarz,Jóźwicka,Kostrzewa, Bytom / 2011
92. Teatr Malabar Hotel, Warszawa / 2011
93. Grupa Dochodzeniowa, Warszawa / 2011, 2012
94. Projekt Tanc.Witkac, Kraków / 2011
95. Terapia, Wrocław / 2011, 2012, 2013
96. Teatr wUAM, Kalisz / 2011
97. Teatr Pinokio, Pleszew / 2012
98. Romuald Krężel, / 2012
99. Trupa Czango, Warszawa / 2012
100. Teatr Przedmieście, Rzeszów / 2012, 2013
101. Teatr Hoteloko, Warszawa / 2012
102. Lale.Teatr, Wrocław / 2012
103. Teatr ZL, Tarnowskie Góry / 2012
104. Scena Dramatyczna, Ostrów Wielkopolski / 2012
105. Teatr Squad Form, Białystok / 2012
106. Teatr Wiem Kiedy Nie Mogę, Poznań / 2013
107. Teatr Pijana Sypialnia, Warszawa / 2013
108. Marta Andrzejczyk / 2013
109. Teatr Szwalnia, Łódź / 2013
110. Teatr Furora, Warszawa / 2013
111. Absolwenci PWST, Kraków / 2013
112. Marta Streker i Teresa Kowalik / 2013

## Nagrody
- W 2002 r. Stowarzyszenie otrzymało honorową nagrodę Osobowości Ostrowskiej Kultury od Prezydenta Miasta.[potrzebny przypis]